# Gregor Beyer

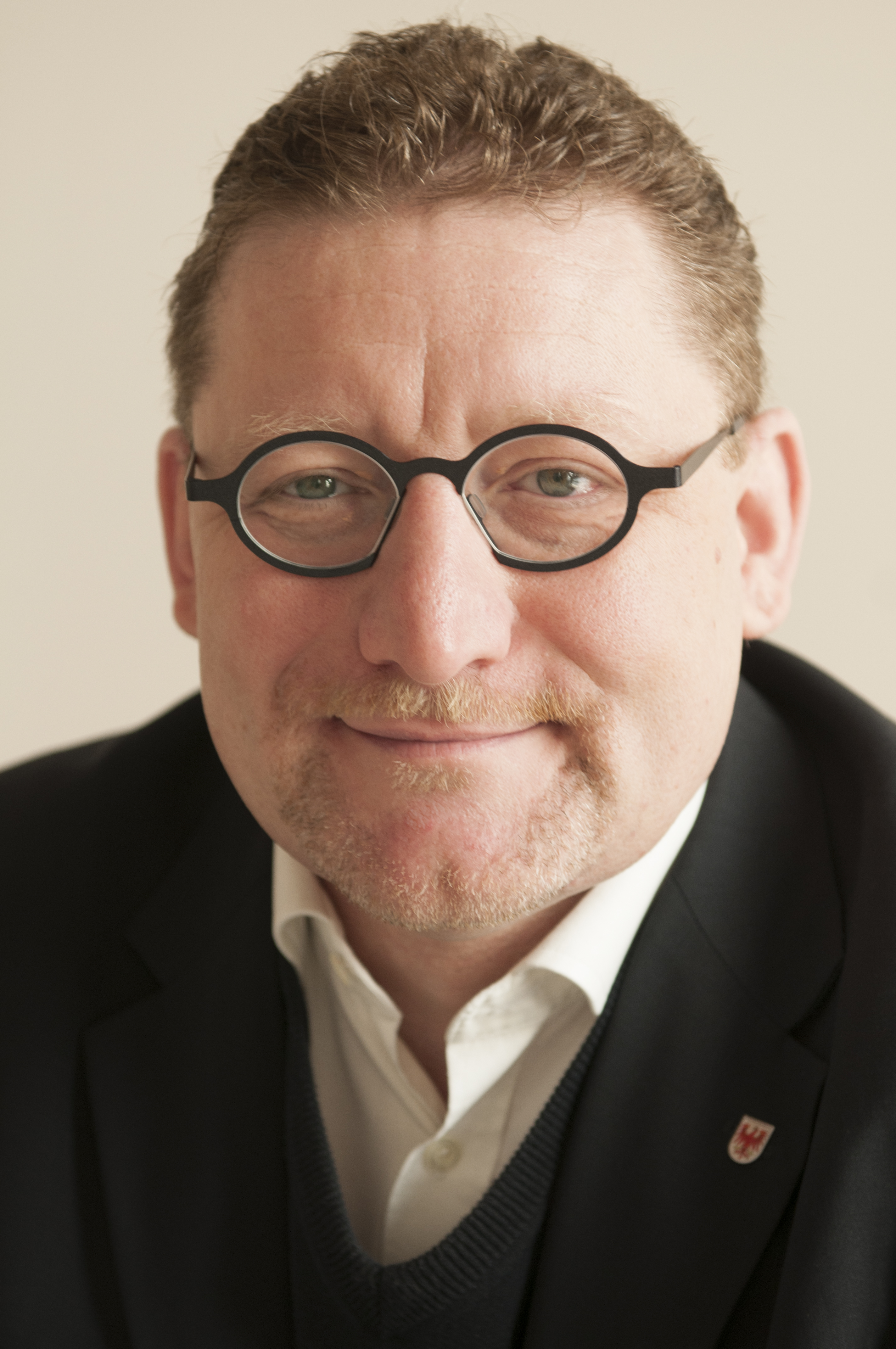
Gregor Beyer (2014)

Gregor Beyer (* 11. September 1968 in Bad Kreuznach) ist ein deutscher Politiker (parteilos, bis 2025 FDP). Er ist seit 2024 Staatssekretär im Ministerium für Land- und Ernährungswirtschaft, Umwelt und Verbraucherschutz des Landes Brandenburg. Von 2011 bis 2014 war er Vorsitzender der FDP Brandenburg sowie von 2009 bis 2014 Mitglied des Landtages Brandenburg.

## Leben
Beyer ist verheiratet und hat drei Kinder, davon zwei aus der ersten Ehe seiner Frau. Beruflich war er bis Anfang 2010 hauptamtlicher Mitarbeiter des Naturschutzbundes Deutschland, zuletzt als Leiter des Besucherinformationszentrums Blumberger Mühle bei Angermünde. Der beruflichen Tätigkeit waren zwei Studien an der Fachhochschule Eberswalde, in den Fachbereichen „Landschaftsnutzung und Naturschutz“ sowie „Forstwirtschaft“ vorausgegangen. Davor hatte er eine kaufmännische Berufsausbildung absolviert. 
Von 2015 bis 2022 war Beyer Geschäftsführer des Forums Natur Brandenburg. Von Juli 2022 bis Dezember 2023 war er Leiter des „Amtes für Landwirtschaft und Umwelt“ der Kreisverwaltung des Landkreises Märkisch-Oderland. Seit Januar 2024 ist er Beigeordneter des Landrates des Landkreises.
Beyer ist in mehreren Vereinen und Verbänden ehrenamtlich aktiv. So ist er seit dem 3. März 2012 Stellvertretender Vorsitzender, seit Frühjahr 2015 Vorsitzender des Landesverbandes Brandenburg der Schutzgemeinschaft Deutscher Wald (SDW). Beyer hat die deutsche Jägerprüfung abgelegt und ist aktiver Jäger.

## Politik
Beyer war bis zu seinem Parteiaustritt Ende Januar 2025 Mitglied der FDP. Er war von 2009 bis 2014 Mitglied des Brandenburgischen Landtages. Die FDP erreichte bei der Landtagswahl in Brandenburg 2009 sieben Mandate. Beyer war auf Platz 8 der Landesliste angetreten, konnte aber dank des Verzichts von Torsten Bathmann dennoch in den Landtag einziehen. Dort war er in der FDP-Fraktion Sprecher für Infrastruktur-, Agrar-, Umwelt- und Gesundheitspolitik. Zudem war er von 2006 bis März 2013 Vorsitzender des Kreisverbandes Barnim der FDP und ab 2007 Mitglied im Landesvorstand der FDP Brandenburg. Er war Vorsitzender des FDP-Landesfachausschusses für Infrastruktur und Landwirtschaft.
Nachdem es im Sommer 2010 zu einem Wechsel des Fraktionsvorsitzenden von Hans-Peter Goetz zu Andreas Büttner gekommen war, wurde Gregor Beyer am 3. September 2010 vom Landesvorstand mit der kommissarischen Übernahme der Funktion des Generalsekretärs der FDP Brandenburg betraut. Am 2. April 2011 wurde er auf einem Landesparteitag zum Nachfolger von Heinz Lanfermann als Landesvorsitzender gewählt. In dieser Funktion wurde er am 6. April 2013 in Falkenberg/Elster für zwei weitere Jahre bestätigt. Beyer war zudem von 2011 bis 2015 als Beisitzer Mitglied im Bundesvorstand der FDP.
Zur Landtagswahl in Brandenburg 2014 wurde Beyer auf Listenplatz 2, hinter dem Spitzenkandidaten und FDP-Fraktionschef Büttner, gewählt. Beide Kandidaten verantworteten einen provokanten Wahlkampf, der mit dem Slogan „Keine Sau braucht die FDP“ gestartet wurde. Im Anschluss an die verlorene Wahl erklärte Beyer seinen Rücktritt vom Amt des Parteivorsitzenden, blieb aber bis zur Neuwahl im Amt. Zum Nachfolger wurde am 29. November 2014 Axel Graf Bülow gewählt.
Am 11. Dezember 2024 wurde Beyer unter Ministerin Hanka Mittelstädt (SPD) zum Staatssekretär im Ministerium für Land- und Ernährungswirtschaft, Umwelt und Verbraucherschutz des Landes Brandenburg ernannt.
Ende Januar 2025 erklärte Beyer seinen Austritt aus der FDP und begründete dies mit dem Abstimmungsverhalten einiger FDP-Bundestagsabgeordneten Ende Januar sowie als Ergebnis eines längeren eigenen Entscheidungsfindungsprozesses.

### Positionen
Beyer kritisierte im April 2013 die vom brandenburgischen Landtag eingesetzte Enquetekommission „Aufarbeitung der Geschichte und Bewältigung von Folgen der SED-Diktatur und des Übergangs in einen demokratischen Rechtsstaat im Land Brandenburg“ als Unfug, weil die Aufarbeitung der Vergangenheit vor allem Historiker leisten sollten. Dem hielten die brandenburgischen Fraktionsvorsitzenden der CDU und von Bündnis 90/Die Grünen entgegen, dass der Kommission mit Richard Schröder, Klaus Schroeder und Helmut Müller-Enbergs und anderen Fachleuten „anerkannte Experten“ angehören. Beyer wisse „offenkundig überhaupt nicht, wovon er redet.“

### Parteiinterne Auseinandersetzungen
Beyer wurde vereinzelt dafür kritisiert, sich und mit ihm die FDP-Fraktion im Landtag nicht deutlich genug von der SPD-geführten Landesregierung abzugrenzen und zu oft auch mit der Regierung abzustimmen. Dieser Punkt wurde von Beyer auch nicht ernsthaft bestritten. Im September 2012 skizzierte er in einem Namensbeitrag in den Potsdamer Neuesten Nachrichten seine Sicht „Über das Wesen der Opposition“. Beyer vertrat darin die These, „dass jedes funktionierende demokratische System gut beraten ist, der aus machtstrategischen Gesichtspunkten notwendigen Geschlossenheit eines Regierungslagers nicht auch noch einen geschlossenen Oppositionsblock gegenüberzustellen und damit weite Teile des parlamentarischen Geschehens in ein sich selbst determinierendes Rollenspiel zu zwingen.“ Vielmehr habe das „Wesen der Regierung und der Opposition eine alles entscheidende Gemeinsamkeit. Beide hätten immer und ausnahmslos mit jeder Entscheidung dem Land zu dienen!“
Überregionale Aufmerksamkeit erregte Beyer im Oktober und November 2012, weil er seiner Parteifreundin Linda Teuteberg, die Abgeordnete im brandenburgischen Landtag und Stellvertreterin Beyers in der brandenburgischen FDP-Führung war, öffentlich u. a. unterstellte, sie sei für Gerüchte gegen führende Parteimitglieder verantwortlich. Der FDP-Landtagsabgeordnete Hans-Peter Goetz äußerte Unverständnis über dieses Agieren Beyers, dem es nur darum gehe, „Teuteberg loszuwerden“. Bei einer Sondersitzung des Landesvorstandes stellte Beyer einen Sonderparteitag zur Neuwahl des Landesvorsitzenden als Möglichkeit in den Raum. Dieser Vorschlag wurde bei einer Enthaltung abgelehnt. Eine daran anschließende Vertrauensfrage von Beyer wurde bei 7 Enthaltungen und 14 Ja-Stimmen positiv entschieden. Ein bei dieser Sitzung gegen Teuteberg gestellter Misstrauensantrag war aus Geschäftsordnungsgründen unzulässig. Jedoch wurde ein Schlichter, der zwischen Beyer und Teuteberg vermitteln soll, beschlossen. Obwohl Beyer seine Vorwürfe nicht belegen konnte, hielt er an ihnen fest und äußerte, dass er Teuteberg nicht noch einmal als stellvertretende Landesvorsitzende vorschlagen würde. Die „Potsdamer Neuesten Nachrichten“ bezeichneten Beyer daraufhin als „Diffamierer“, der ohne „einen Funken an Beweis“ „ehrabschneidende Vorwürfe“ erhebe. Weil Beyers Verhalten „zutiefst menschlich verwerflich“ sei und die „praktizierten Methoden ... an schlimme Zeiten“ erinnerten, forderte der Templiner FDP-Ortschef Alexander Genschow Beyers Rücktritt.

Auf der folgenden Landesvertreterversammlung der FDP zur Wahl der Landesliste zur Bundestagswahl 2013 am 10. November 2012 spielten diese Vorwürfe und Rücktrittsforderungen jedoch keine Rolle. Der Versuch des ehemaligen Schatzmeisters der Partei, Rainer Siebert, hierzu eine Generalaussprache durchzusetzen, scheiterte an dem deutlichen Votum der Delegierten.

Auf dem Landesparteitag der märkischen FDP am 6. April 2013 kritisierte Siebert erneut Beyer: „Ich halte das Vorgehen für niederträchtig und ohne jeden menschlichen Anstand.(...) Hier hat jemand die Machtfrage gestellt.“ Teuteberg, die Beyer nicht mehr in seinem Führungsteam vorgesehen hatte, zog ihre Kandidatur als stellvertretende Landesvorsitzende auf dem Parteitag zugunsten von Andreas Büttner zurück. Beyer wurde jedoch, ohne dass er auf die Kritik von Siebert und Teuteberg einging, mit 73 % der Delegiertenstimmen im Amt bestätigt. In den Medien wurde das Ergebnis als „Dämpfer“ bezeichnet, weil Beyer 2011 noch ein besseres Ergebnis erzielt hatte, der Führungsstreit indes wurde als weitgehend beendet dargestellt.